# Lagahoo
Le lagahoo est, dans le folklore de la Trinité-et-Tobago aux Caraïbes, un monstre métamorphe.
Il est proche des lycanthropes bien que ses transformations ne se limitent pas à celle d'un loup. Il semblerait que les lagahoo soient des hommes normaux le jour, mais la nuit, ils peuvent se transformer en divers animaux, y compris en chevaux ailés , en porcs enflammés et en chèvres, et qui prend souvent la forme d'une sorte de centaure mi-homme mi-cheval.

## Dans la culture populaire
Le lagahoo de l'anthologie de poésie écrite par James Christopher Aboud, Lagahoo Poems, est un esprit errant agité qui « prend sa forme du vent » et « n'a pas de maître », à l'exception de sa propre faim et de son désir.
Un film de 8 minutes 36 a été réalisé en 2018 sur ce sujet : https://redmangoreviews.com/2021/06/02/terrifying-tales-of-the-hike-the-lagahoo-and-the-unseen-fff-2021-tt-recap/, descriptif sur https://filmco.org/project/the-lagahoo-2 (https://www.youtube.com/watch?v=cnMM0Ljxqjs).
Autre article en parlant sur : https://chloemaraj68104874.wordpress.com/home-3/page-1/men-in-folklore/lagahoo/.
Petit podcast sur le sujet : https://soundcloud.com/soundsbyakiera/legahoo-01-the-murder-of-gran-gran.